# Équipe cycliste Carpano
Pour les articles homonymes, voir Équipe cycliste Sanson.
L'équipe cycliste Carpano (devenue Sanson en 1965 et 1966) est une équipe cycliste italienne professionnelle. Créée en 1956, elle existe jusqu'en 1966.
Au cours de ses onze années d'existence, elle a notamment remporté à deux reprises le Tour d'Italie avec Franco Balmamion.
Elle ne doit pas être confondue avec les deux autres équipes Sanson, apparues plus tard.

## Histoire de l'équipe
L'équipe est créée en 1956, avec pour leaders deux champions en fin de carrière : l'Italien Fausto Coppi, ainsi que le Suisse Ferdi Kubler. Carpano est une société basée à Turin, producteur de vermouth. Pour les deux premières saisons, les cycles Coppi sont co-sponsors.
En 1958, Carpano devient sponsor unique avec le départ de Coppi. Elle choisit d'adopter les couleurs noires et blanches de la Juventus de Turin. Elle rivalise à cette époque avec les équipes italiennes Faema et Ignis.
En 1961, l'équipe remporte la première édition de la Coupe du monde intermarques.
Elle participe chaque année au Giro et remporte deux éditions en 1962 et 1963, grâce à Franco Balmamion.
Au cours de son existence, ses principaux coureurs sont Fausto Coppi, Ferdi Kubler, Jan Adriaenssens, Fred De Bruyne, Jef Planckaert, Nino Defilippis, Willy Vannitsen, Gastone Nencini, Italo Zilioli et Franco Balmamion.
En 1961, une équipe filiale fait une courte apparition : Baratti-Milano, emmenée par Fred De Bruyne.
En 1965, le groupe Sanson Gelati, un producteur alimentaire italien, fait son apparition dans le peloton professionnel, pour prendre la suite de l'équipe.
Cette première expérience dure deux ans en 1965 et 1966. L'équipe est emmenée par les Italiens Italo Zilioli et Franco Balmamion. Le groupe Sanson sponsorisera par la suite deux autres équipes, une en 1969 avec Gianni Motta et une autre entre 1976 et 1980 avec Francesco Moser et Roger De Vlaeminck.

## Principales victoires

### Classiques
- Milan-Turin : Ferdi Kübler (1956), Angelo Conterno (1958), Walter Martin (1961) et Franco Balmamion (1962)
- Paris-Roubaix : Fred de Bruyne (1957)
- Paris-Tours : Fred de Bruyne (1957)
- Tour des Flandres : Fred de Bruyne (1957) et Germain Derijcke (1958)
- Tour de Lombardie : Nino Defilippis (1958)
- Tour du Piémont : Nino Defilippis (1958)
- Tour du Tessin : Jan Adriaenssens (1958), Italo Zilioli (1965)
- Tour du Latium : Nino Defilippis (1958, 1962)
- Championnat de Zurich : Giuseppe Cainero (1958), Angelo Conterno (1959), Franco Balmamion (1963) et Italo Zilioli (1966)
- Liège-Bastogne-Liège : Fred de Bruyne (1958)
- Prix national de clôture : Joseph Planckaert (1959)
- Championnat des Flandres : Gilbert Desmet (1960)
- Tour d'Émilie : Diego Ronchini (1961) et Italo Zilioli (1963)
- Tour de Vénétie : Nino Defilippis (1961) et Italo Zilioli (1963, 1964)
- Tour des Apennins : Franco Balmamion (1962) et  Italo Zilioli (1963)
- Coppa Bernocchi : Raffaele Marcoli (1966)

### Courses par étapes
- Tour de Suisse : Rolf Graf (1956) et Attilio Moresi (1961)
- Circuit des Ardennes flamandes : Frans Van Looveren (1956)
- Paris-Nice : Fred De Bruyne (1958)
- Tour de Toscane : Nino Defilippis (1960) et Giorgio Zancanaro (1964)

## Résultats sur les grands tours
| - Tour de France - 2 participations (1962, 1963) - 2 victoires d'étapes - 1 en 1962 : Antonio Bailetti - 1 en 1963 : Antonio Bailetti - 0 classement annexe | - Tour d'Italie - 11 participations (1956, 1957, 1958, 1959, 1960, 1961, 1962, 1963, 1964, 1965, 1966) - 22 victoires d'étapes - 1 en 1956 : Pietro Nascimbene - 2 en 1958 : Nino Defilippis (2) - 2 en 1959 : Gastone Nencini, Nino Defilippis - 2 en 1960 : Gastone Nencini (2) - 1 en 1961 : Nino Defilippis - 2 en 1962 : Antonio Bailetti et Giuseppe Sartore - 5 en 1963 : Vendramino Bariviera (3), Nino Defilippis et Antonio Bailetti - 2 en 1964 : Vendramino Bariviera et Giorgio Zancanaro - 2 en 1965 : Luciano Galbo et Italo Zilioli - 3 en 1966 : Vendramino Bariviera, Raffaele Marcoli et Vendramino Bariviera - 2 victoires finales - Franco Balmamion (1962 et 1963) - 2 classements annexes - Classement par équipes : 1958 et 1963 | - Tour d'Espagne - 0 participation - 0 victoire d'étape - 0 classement annexe |